# Exeristes arundinis
Exeristes arundinis är en stekelart som först beskrevs av Joseph Kriechbaumer 1887.  Exeristes arundinis ingår i släktet Exeristes och familjen brokparasitsteklar. Enligt den finländska rödlistan är arten nära hotad i Finland. Arten är reproducerande i Sverige. Artens livsmiljö är skogar. Inga underarter finns listade i Catalogue of Life.